# 30389 Ledoux
30389 Ledoux este un asteroid din centura principală de asteroizi.

## Descriere
30389 Ledoux este un asteroid din centura principală de asteroizi. A fost descoperit pe 28 mai 2000 la Socorro, New Mexico, în cadrul proiectului LINEAR. Asteroidul prezintă o orbită caracterizată de o semiaxă mare de 2,83 ua, o excentricitate de 0,03 și o înclinație de 3,1° în raport cu ecliptica.